# Szwedzkie Siły Powietrzne
Szwedzkie Siły Powietrzne (Svenska flygvapnet) – siły powietrzne Królestwa Szwecji, powstałe 1 lipca 1926 z połączenia lotnictwa wojsk lądowych i lotnictwa marynarki wojennej. 1 lipca 1994 roku wraz z marynarką wojenną utraciły status samodzielnych rodzajów sił zbrojnych i stały się częścią zunifikowanych Szwedzkich Sił Zbrojnych.

## Zimna wojna
Po 1945 szwedzkie siły zbrojne, w tym lotnictwo, uległy szybkiej przebudowie. Zakupiono samoloty zagraniczne (P-51 Mustang, De Havilland Vampire) i wspierano rozwój rodzimych konstrukcji, z których odrzutowy myśliwiec SAAB Tunnan dorównywał siłą bojową samolotom Royal Air Force, ZSRR i USAF. W latach 50. XX wieku wdrożono program budowy rozproszonych lotnisk przez odpowiednią przebudowę dróg, których odcinki służyły jako pasy startowe (infrastrukturę lotniskową rozmieszczano w pobliżu).
W latach 50. i 60. lotnictwo szwedzkie było uważane za czwarte najsilniejsze na świecie. Duże zakupy pozwoliły rozwinąć się rodzimemu przemysłowi lotniczemu. W tamtym okresie wprowadzono do służby samoloty takie jak Saab J29 Tunnan, Saab 32 Lansen i Saab J35 Draken (sprzedawany także do Danii, Finlandii i Austrii).
W latach 1961–1964 12 samolotów Tunnan brało udział w operacji ONZ podczas kryzysu w Kongo.

## Siły powietrzne od lat 90.
W latach 90. wprowadzono samolot Saab JAS 39 Gripen, testowany w marcu 1993 roku, po czym, w ciągu trzech lat, wprowadzono do użytku 30 samolotów. Obok Gripena w latach 90. głównym samolotem wielozadaniowym był JA-37 Vigen, który został wyprodukowany w liczbie 329 sztuk. Jego produkcję zakończono w 1990, pozostawały one w użyciu do roku 2005. Łącznie zakupiono 204 samoloty tego typu w dwóch generacjach A/B i C/D (zgodne z NATO, z możliwością tankowania w locie). Z powodu dzierżawy 28 samolotów do Węgier i Czech oraz redukcji floty w 2013 na stanie były 134 maszyny, a w 2016 już 98. Produkcję Gripenów dla Szwecji zakończono w 2008, a dostawy zmodernizowanych egzemplarzy w 2015. Samoloty po 2023 roku zostaną zastąpione przez 60 nowych Gripenów w wersji E.
W związku z koniecznością zastąpienia śmigłowców poszukiwawczo-ratowniczych i transportowych AS332 Super Puma oraz zwalczania okrętów podwodnych Kawasaki KV-107, w 2001 roku zamówiono 18 śmigłowców NHI NH90, w tym 13 do zadań poszukiwawczo-ratowniczych i pięć zwalczania OP. Dostawy NH90 znacznie się opóźniły i zaczęły się w 2011 (wersja SAR/transportowa), a wersji morskiej ZOP w grudniu 2015. Ponieważ osiągnięcie gotowości operacyjnej przez NH90 opóźniło się do 2017, w maju 2011 zamówiono 15 transportowych UH-60M Black Hawk (lokalne oznaczenie HKP16). 19 grudnia pierwsze UH-60 dostarczono do FMV, a 17 stycznia 2012 przekazano wojsku. Super Pumy wycofano między 2013 i 2015. Śmigłowce dostarczono pilnie, z dostawą w 18 miesięcy, aby w marcu 2013 cztery Black Hawki skierować do Afganistanu w miejsce dwóch Super Pum w celu ewakuacji medycznej. W związku z zakupem UH-60M, 4 z 13 NH90 przeznaczonych do zadań SAR zostanie przebudowanych do wersji ZOP/SAR, dając łącznie 9 śmigłowców ratowniczych i 9 morskich.

## Struktura
Samoloty są zgrupowane w trzech skrzydłach Flygflottilj, które składają się z 2 eskadr bojowych, po 18 samolotów każda. Do celów transportowych używa się samolotów Lockheed C-130 Hercules i Saab 340. Śmigłowce rozmieszczone w bazach istniejących skrzydeł zorganizowano w ramach jednego skrzydła Helikopterflottiljen, współdziałającego z wojskami lądowymi i marynarką. Skrzydła mogą być również formowane w pododdziały rozmieszczone w innych lokalizacjach (tj. śmigłowce SAR).
- Skaraborgs Flygflottilj (F 7 Såtenäs), baza Såtenäs, Lidköping (Västra Götaland)
  - dwie eskadry JAS 39C/D
  - eskadra TP 84 (C-130E/H)
- Blekinge Flygflottilj (F 17 Kallinge), baza Kallinge, Ronneby (Blekinge)
  - dwie eskadry JAS 39C/D
  - F 17G (Port lotniczy Visby, Gotlandia)
  - F 17H (Hässleholm, Skania) – Hkp 15 (A109)
- Norrbottens flygflottilj (F 21 Luleå), baza Kallax, Luleå (Norrbotten)
  - dwie eskadry JAS 39C/D
- Helikopterflottiljen (Hkpflj), baza Malmen, Linköping (Östergötland)
  - 1 Helikopterskvadronen (1.hkpskv) – śmigłowce Hkp 10B (AS-332), Hkp 14 (NH90) (baza Kallax, Luleå)
  - 2 Helikopterskvadronen (2.hkpskv) – śmigłowce Hkp 14 (NH90), Hkp 15 (A109), Hkp 16 (UH-60M) (baza Malmen, Linköping)
  - 3 Helikopterskvadronen (3.hkpskv) – śmigłowce Hkp 10 (AS-332) (baza Kallinge, Ronneby)
- Luftstridsskolan (LSS), baza Ärna, Uppsala

## Wyposażenie

### Obecnie
| Samolot                    | Kraj pochodzenia  | Typ                                                | Wersje                 | Liczba sztuk | Uwagi                                                                                    |
| -------------------------- | ----------------- | -------------------------------------------------- | ---------------------- | ------------ | ---------------------------------------------------------------------------------------- |
| Saab JAS 39 Gripen         | Szwecja           | myśliwiec wielozadaniowy                           | JAS 39C JAS 39D        | 73 24        | 12 C i 2 D wypożyczono Czechom. Zaplanowano 60 JAS 39E.                                  |
| Saab 105                   | Szwecja           | samolot szkolno-bojowy                             | SK 60                  | 35           |                                                                                          |
| Saab 340 Argus             | Szwecja           | samolot wczesnego ostrzegania samolot transportowy | S 100D TP 100A TP 100D | 2 1          | Jeden wykorzystywany w traktacie Open Skies.                                             |
| Saab 32 Lansen             | Szwecja           | samolot szturmowy                                  | J 32B                  | 2            | do badań meteorologicznych.                                                              |
| NHI NH90                   | Unia Europejska   | SAR ZOP                                            | HKP 14E HKP 14F        | 9            | Cztery dostarczone pierwotnie jako śmigłowce SAR zostaną przebudowane do wersji ZOP/SAR. |
| Sikorsky UH-60M Black Hawk | Stany Zjednoczone | śmigłowiec transportowy                            | HKP 16                 | 15           | Dostarczone 2011-2012.                                                                   |
| Agusta A109                | Włochy            | śmigłowiec użytkowy                                | HKP 15A HKP 15B        | 12 8         | Wersja B do operowania nad morzem.                                                       |
| Lockheed C-130E/H Hercules | Stany Zjednoczone | samolot transportowy                               | TP 84 TP 84T           | 7 1          | 1 sztuka wyposażona w przewody do tankowania Gripenów.                                   |
| Gulfstream IV              | Stany Zjednoczone | SIGINT transport VIP                               | S 102B Korpen Tp 102C  | 2 1          |                                                                                          |
| Gulfstream G550            | Stany Zjednoczone | samolot transportowy VIP                           | Tp 102D                | 1            |                                                                                          |
| RQ-7 Shadow                | Stany Zjednoczone | UAV                                                | UAV 03 Örnen           | 8            |                                                                                          |

### W przeszłości
| Samolot                      | Zdjęcie         | Typ                                                 | Lata            | Wersja                            | Liczba           | Uwagi |
| Samoloty bojowe              | Samoloty bojowe | Samoloty bojowe                                     | Samoloty bojowe | Samoloty bojowe                   | Samoloty bojowe  | Samoloty bojowe |
| ---------------------------- | --------------- | --------------------------------------------------- | --------------- | --------------------------------- | ---------------- | --- |
| De Havilland Vampire         |                 | myśliwiec szturmowy szkolny                         | 1946–1967       | FB 1/J 28A FB 50/J 28B T 55/J 28C | 70 310 57        | |
| Saab J29 Tunnan              |                 | myśliwiec rozpoznawczy                              | 1950–1974       | J 29A/B/E/F S 32                  | 585 76           | |
| De Havilland Venom           |                 | myśliwiec nocny                                     | 1953–1960       | Mk 51/J 33                        | 60               | |
| Hawker Hunter                |                 | myśliwiec                                           | 1955–1969       | Mk 4/J 34                         | 120              | |
| Saab 32 Lansen               |                 | szturmowy myśliwiec rozpoznawczy walki elektr.      | 1955–1998       | A 32A J 32B S 32 J 32E            | 273 118 45 14    | |
| Saab J35 Draken              |                 | myśliwiec rozpoznawczy szkolny                      | 1960–1999       | J 35A/B/D/F/J S 35E SK 35C        | 488 60 25        | |
| Saab JA-37 Viggen            |                 | myśliwiec szturmowy sztur/rozp rozpoznawczy szkolny | 1972–2005       | JA 37/C/D AJ 37 SH 37 SF 37 SK 37 | 149 108 27 28 17 | |
| Saab JAS 39 Gripen           |                 | myśliwiec szturmowy sztur/rozp rozpoznawczy szkolny | 1994–2015       | JAS 39A JAS 39B                   | 105 15           | |
| Śmigłowce                    |                 |                                                     |                 |                                   |                  | |
| Boeing CH-46 Sea Knight      |                 | transport/SAR SAR/ZOP                               | 1966–2011       | 107-II-14 107-II-15 KV-107-II-16  | 10 4 8           | Także jako stawiacze min, oznaczenia HKP 4A, B, C i D (4 ex-A) również w służbie marynarki. Oryginalne UH-46B zastąpiły Super Pumy, KV-107 wycofano w 2011. |
| MBB Bo 105                   |                 | wielozadaniowy SAR                                  | 1984–2011       | 105CB3 05CBS                      | 20 4             | Oznaczenie HKP 9A (uzbrojone w ppk TOW) i B cztery utracono.                                                                                                |
| Agusta Bell 412              |                 | wielozadaniowy                                      | 1993–2004       | AB-412                            | 5                | Oznaczenie HKP 11, kolejne 3 wypożyczono przed dostawami nowych; przeznaczone do MEDEVAC i transportu, jeden utracono w 2002.                               |
| Eurocopter AS332 Super Puma  |                 | transportowy morski SAR                             | 1988–2015       | HKP 10 HKP 10B HKP 10D            | 7 3 2            | |
| Bezzałogowe aparaty latające |                 |                                                     |                 |                                   |                  | |
| SAGEM Sperwer                |                 | lekki BSL                                           | 1999–2009       | UAV 01 Ugglan                     | 4                | |